# Sondre Fet
Sondre Brunstad Fet (Ålesund, 10 gennaio 1997) è un calciatore norvegese, centrocampista del Bodø/Glimt.

## Carriera

### Club
Fet è cresciuto nelle giovanili del Sykkylven, per entrare poi a far parte di quelle dell'Aalesund. Ha esordito nella prima squadra di quest'ultimo club in data 7 maggio 2014, subentrando a Sakari Mattila nella vittoria per 0-3 arrivata sul campo del Træff, in una sfida valida per il primo turno del Norgesmesterskapet. Il 16 agosto 2014 ha debuttato in Eliteserien, sostituendo Peter Orry Larsen nel successo per 3-0 sull'Haugesund.
Il 26 agosto 2016 ha trovato la prima rete nella massima divisione locale, in occasione del 2-2 casalingo contro il Sarpsborg 08.
Al termine del campionato 2017, l'Aalesund è retrocesso in 1. divisjon. Il 16 aprile 2019, Fet ha rinnovato il contratto che lo legava al club fino al 31 dicembre 2021. Ha poi contribuito alla promozione dell'Aalesund, arrivata al termine del campionato 2019.
Il 29 maggio 2020, Fet è passato al Bodø/Glimt con la formula del prestito; nello stesso giorno, ha rinnovato il contratto con l'Aalesund fino al 31 dicembre 2022.
Il 16 giugno 2020 ha giocato la prima partita con questa maglia, tornando quindi a calcare i campi dell'Eliteserien e trovando anche una rete nella vittoria per 2-4 arrivata in casa del Viking. In quella stessa stagione, il Bodø/Glimt ha centrato la vittoria del campionato, per la prima volta nella sua storia.
Il 27 ottobre 2020, il Bodø/Glimt ha annunciato l'ingaggio di Fet a titolo definitivo, con il giocatore che ha firmato un contratto valido fino al 31 dicembre 2023.

### Nazionale
Fet ha giocato 5 partite per la Norvegia under 18.

## Statistiche

### Presenze e reti nei club
Statistiche aggiornate al 26 febbraio 2025.
| Stagione          | Club              | Campionato        | Campionato | Campionato | Coppe nazionali | Coppe nazionali | Coppe nazionali | Coppe continentali | Coppe continentali | Coppe continentali | Supercoppe | Supercoppe | Supercoppe | Totale | Totale |
| Stagione          | Club              | Comp              | Pres       | Reti       | Comp            | Pres            | Reti            | Comp               | Pres               | Reti               | Comp       | Pres       | Reti       | Pres   | Reti   |
| ----------------- | ----------------- | ----------------- | ---------- | ---------- | --------------- | --------------- | --------------- | ------------------ | ------------------ | ------------------ | ---------- | ---------- | ---------- | ------ | ------ |
| 2014              | Aalesund          | ES                | 1          | 0          | CN              | 1               | 0               | -                  | -                  | -                  | -          | -          | -          | 2      | 0      |
| 2015              | Aalesund          | ES                | 3          | 0          | CN              | 0               | 0               | -                  | -                  | -                  | -          | -          | -          | 3      | 0      |
| 2016              | Aalesund          | ES                | 16         | 2          | CN              | 3               | 1               | -                  | -                  | -                  | -          | -          | -          | 19     | 3      |
| 2017              | Aalesund          | ES                | 26         | 0          | CN              | 3               | 1               | -                  | -                  | -                  | -          | -          | -          | 29     | 1      |
| 2018              | Aalesund          | 1D                | 28+4       | 4+0        | CN              | 1               | 0               | -                  | -                  | -                  | -          | -          | -          | 33     | 4      |
| 2019              | Aalesund          | 1D                | 18         | 2          | CN              | 4               | 1               | -                  | -                  | -                  | -          | -          | -          | 22     | 3      |
| Totale Aalesund   | Totale Aalesund   | Totale Aalesund   | 92+4       | 8+0        |                 | 12              | 3               |                    | -                  | -                  |            | -          | -          | 108    | 11     |
| 2020              | Bodø/Glimt        | ES                | 26         | 5          | -               | -               | -               | UEL                | 3                  | 0                  | -          | -          | -          | 29     | 5      |
| 2021              | Bodø/Glimt        | ES                | 26         | 3          | CN              | 1               | 0               | UCL+UECL           | 2+11               | 0+1                | -          | -          | -          | 40     | 4      |
| 2022              | Bodø/Glimt        | ES                | 1          | 0          | CN              | 0               | 0               | UCL+UECL           | 0+0                | 0+0                | -          | -          | -          | 1      | 0      |
| 2023              | Bodø/Glimt        | ES                | 21         | 0          | CN              | 5               | 0               | UECL               | 12                 | 1                  | -          | -          | -          | 38     | 1      |
| 2024              | Bodø/Glimt        | ES                | 16         | 2          | CN              | 0               | 0               | UCL+UEL            | 6+11               | 2+1                | -          | -          | -          | 33     | 5      |
| Totale Bodø/Glimt | Totale Bodø/Glimt | Totale Bodø/Glimt | 90         | 10         |                 | 6               | 0               |                    | 45                 | 5                  |            | -          | -          | 141    | 15     |
| Totale            | Totale            | Totale            | 185        | 18         |                 | 18              | 3               |                    | 45                 | 5                  |            | -          | -          | 248    | 26     |

## Palmarès

### Club

#### Competizioni nazionali
- Campionato norvegese: 4

Bodø/Glimt: 2020, 2021, 2023, 2024